# جورج دوک
 جورج دوک (انگلیسی: George Duke؛ ۱۲ ژانویهٔ ۱۹۴۶ – ۵ اوت ۲۰۱۳) یک موسیقی‌دان اهل ایالات متحده آمریکا بود.